# Andy Chambers
Andy Chambers, né le 20 octobre 1966, est un concepteur de jeux de figurines et de jeux vidéo d'inspiration futuriste, et un auteur de science-fiction britannique.

## Biographie
Après des études en Art, il reste sans emploi plusieurs années. En 1989, il est recruté comme journaliste dans le magazine spécialisé White Dwarf avant de devenir développeur pour la société Games Workshop. Il y travaille alors sur de nombreux ouvrages de règles et d'armées (codex) pour Warhammer 40,000, Epic 40,000, Gorkamorka ou encore Battlefleet Gothic. Une partie de ses articles ont été publiés dans les recueils Index Astartes et Chapter Approved. Il quitte la société en 2004.
Dès 2003, il rejoint Mongoose Publishing pour y développer le jeu de figurines Starship Troopers. En juin 2004, il lance Red Star Games, organisme proposant ses services aux développeurs voulant lancer leur projet en indépendants.
En 2005, il publie Survival Instinct, un récit dans l'univers futuriste de Necromunda, aux éditions Black Library.
Depuis 2006, Andy Chambers travaille pour Blizzard Entertainment et vit désormais en Californie. Il occupe dans cette société la place de directeur créatif, travaillant notamment sur Starcraft II.

## Publications et contributions
Publication roman et recueils d'articles
- Andy Chambers. Warhammer 40, 000: Chapter Approved. Black Library Publishing  (ISBN 9781841540894)
- Andy Chambers, Graham McNeil, Dylan Owen, Nathan Winter, Alexander Boyd, Paul Dainton. Index Astartes: Pt.2. Games Workshop (2003).  (ISBN 1-84154-345-4)
- Andy Chambers. Survival Instinct. (2005) Black Library Publishing  (ISBN 1-84416-188-9)
- Andy Chambers. Ancient History (nouvelle). In : Dark Imperium (Anthologie). Eds : Marc Gascoigne, Andy Jones. (2001) Black Library Publishing  (ISBN 0743411625)
- Andy Chambers. Deus ex Mechanicus (nouvelle). In : Words of Blood (Anthologue). Eds : Christian Dunn, Marc Gascoigne. (2002) Black Library Publishing  (ISBN 184154230X)

En tant que développeur / auteur de jeux et suppléments
- Andy Chambers (designer). Starship Troopers Miniatures Game. Mongoose Publishing.
- Rick Priesley, Andy Chambers, Gavin Thorpe. Gorkamorka (1997). Games Workshop.
- Andy Chambers, Jervis Johnson, Gavin Thorpe. Battlefleet Gothic : Rulebook. (2000). Games Workshop.  (ISBN 1-872372-24-4)
- Jervis Johnson, Andy Chambers. Epic 40,000 (3e édition) (1997). Games Workshop.
- Andy Chambers, Pete Haines, Graham McNeill. Codex: Tau. (2001) Games Workshop.  (ISBN 1-84154-099-4)
- Andy Chambers, Rick Priestley, Pete Haines, Talima Fox, Michelle Barson, Nathan Winter. Warhammer 40,000 : Livre de Règles (4e édition). Games Workshop (2004).
- Andy Chambers. Codex : Tyranides. Games Workshop (2001).  (ISBN 1-84154-087-0)
- Andy Chambers. Codex : Orks (3e édition). Games Workshop (2001).  (ISBN 1-86989-338-7)
- Andy Chambers, Pete Haines, Graham McNeill, Phil Kelly, Andy Hoare. Codex : Nécrons. (2002). Games Workshop.  (ISBN 1-84154-190-7)
- Andy Chambers, Pete Haines, Andy Hoare, Phil Kelly, Graham McNeill. Codex : Space Marines du Chaos. Games Workshop (2002).  (ISBN 1-84154-323-3)
- Andy Chambers, Pete Haines, Andy Hoare, Phil Kelly, Graham McNeill. Codex : Œil de la Terreur. Games Workshop (2003).  (ISBN 1-84154-399-3)
- Andy Chambers, David Gallagher. Codex : Space Marines (3e édition). Games Workshop (1998).  (ISBN 186989328X)
- Andy Chambers, Phil Kelly, Graham McNeill. Codex : Chasseurs de Démons (3e édition). Games Workshop (2003).  (ISBN 1-84154-361-6)